# William Roxburgh
William Roxburgh (Scozia, 29 giugno 1751 – Edimburgo, 10 aprile 1815) è stato un botanico scozzese, considerato il padre della botanica indiana.
Si laureò in medicina all'università di Edimburgo nel 1772. Studiò chirurgia con il Dr. Alexander Monro e botanica con John Hope. Dopo la laurea si imbarcò come assistente chirurgo con una nave East Indiaman della Compagnia delle Indie Orientali, toccando Madras e altri porti dell'India. Nel 1776 si stabilì a Madras, dove diventò assistente chirurgo del Madras Medical Service. 
Nel 1781 cominciò a lavorare in varie località nella costa Carnatica, sostituendo Patrick Russell come botanico della Compagnia delle Indie orientali nel 1789. Si avvalè della collaborazione di artisti locali per le illustrazioni delle piante studiate. Entro il 1790 pubblicò oltre 700 illustrazioni. Nel 1789 sostituì Patrick Russell (1727-1805) come capo naturalista del governo di Madras. 

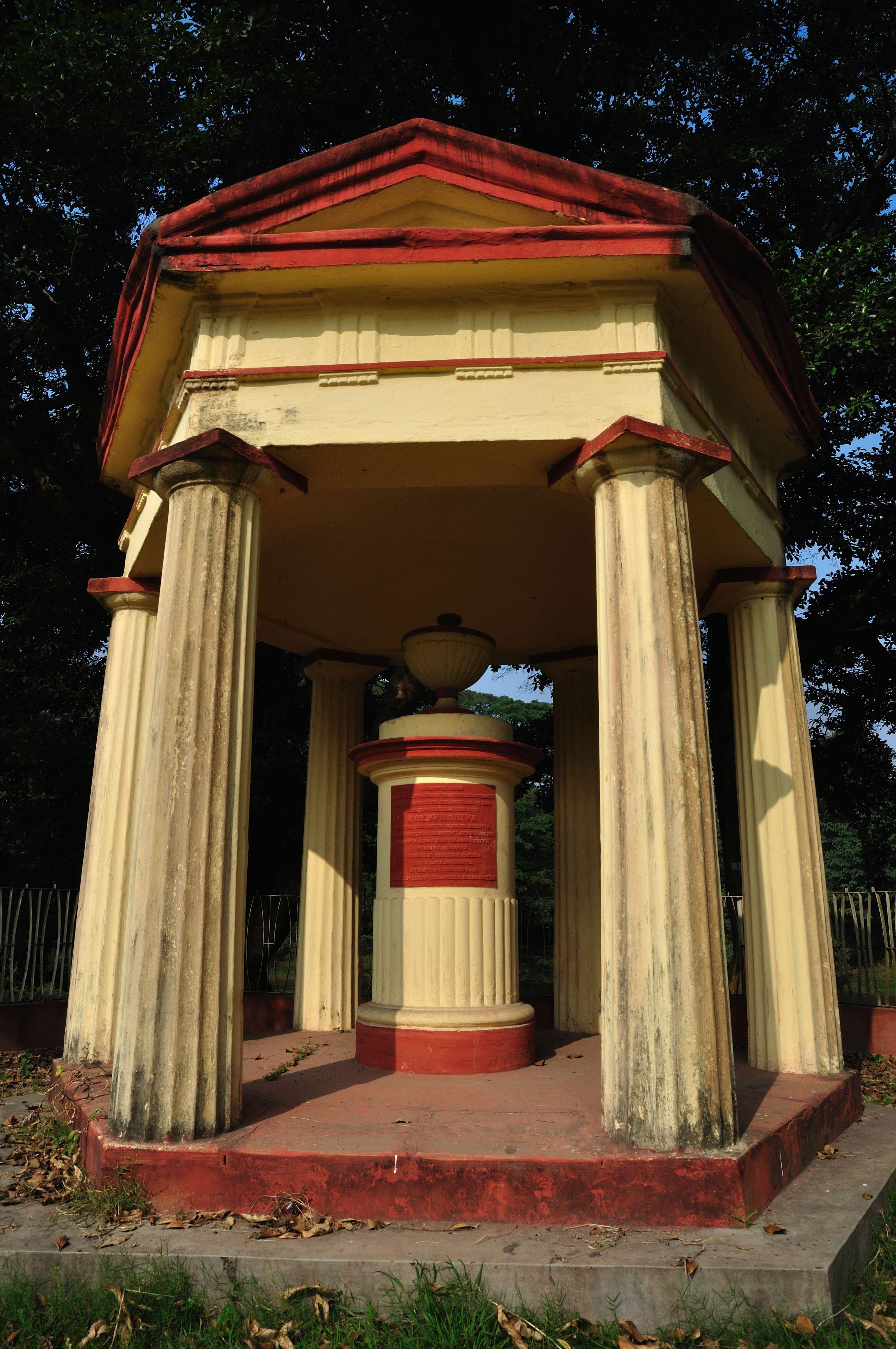
Monumento a William Roxburgh a Howrah.

Nel 1793 fu invitato a sostituire Robert Kyd come sovrintendente dei giardini botanici di Calcutta. Inviò molte illustrazioni a Sir Joseph Banks, che in maggio 1795 cominciò a pubblicare l'opera Plants of the coast of Coromandel in tre volumi, con 300 illustrazioni eseguite da artisti indigeni e descrizioni di piante. Per problemi di salute, nel 1813 tornò ad Edimburgo, dove morì nel 1815 all'età di 64 anni.  
Fu membro della Royal Society of Edinburgh, della Linnean Society of London e della Asiatic Society, alla quale contribuì numerosi lavori scientifici. Nel giardino botanico Chandra Bose Indian Botanic Garden di Howrah è stato eretto un monumento che lo commemora. Tra le sue pubblicazioni:
- Hortus Bengalensis, con William Carey, Calcutta, 1814
- Flora indica; or Descriptions of Indian Plants, Vol. I, edito da William Carey (Serampore, 1820)
- Flora indica; or Descriptions of Indian Plants, Vol. II, edito da William Carey (Serampore, 1824)